# Siphona sola
Siphona sola är en tvåvingeart som beskrevs av Louis-Paul Mesnil 1959. Siphona sola ingår i släktet Siphona och familjen parasitflugor. Inga underarter finns listade i Catalogue of Life.